# Estrela de Bessèges
A Estrela de Bessèges (oficialmente: Étoile de Bessèges) é uma competição de ciclismo francesa que se disputa em Bessèges (região de Languedoc-Rosellón) e seus arredores, no mês de fevereiro abrindo a temporada ciclista profissional europeia no que às corridas por etapas se refere.
Disputa-se ininterruptamente desde 1971. Desde a criação dos Circuitos Continentais da UCI integrou-se no UCI Europe Tour, enquadrado na categoria 2.1.

## Palmarés
| Ano  | Vencedor             | Segundo                 | Terceiro                   |
| ---- | -------------------- | ----------------------- | -------------------------- |
| 1971 | Jean-Luc Molinéris   | René Grelin             | Barry Hoban                |
| 1972 | Jean-Luc Molinéris   | Guy Maingon             | Daniel Van Ryckeghem       |
| 1973 | Robert Mintkiewicz   | Serge Lapébie           | Bernard Masson             |
| 1974 | Jacques Esclassan    | Gerrie Knetemann        | Charles Rouxel             |
| 1975 | Patrick Béon         | Charles Rouxel          | Patrick Perret             |
| 1976 | Maurice Le Guilloux  | Bernard Labourdette     | Guy Dolhats                |
| 1977 | Willy Planckaert     | Serge Vandaele          | Sean Kelly                 |
| 1978 | Dietrich Thurau      | Leo van Vliet           | Guido Van Sweevelt         |
| 1979 | Jacques Michaud      | Ferdi Van Den Haute     | Christian Levavasseur      |
| 1980 | Franky De Gendt      | Jean-Louis Gauthier     | Wladimiro Panizza          |
| 1981 | Jan Raas             | Régis Clère             | Frank Hoste                |
| 1982 | Cees Priem           | Leo van Vliet           | Patrick Bonnet             |
| 1983 | Bert Oosterbosch     | Gilbert Glaus           | Gerrie Knetemann           |
| 1984 | Eddy Planckaert      | Jos Lammertink          | Jean-Luc Vandenbroucke     |
| 1985 | Guy Nulens           | Jean-Claude Leclercq    | Steven Rooks               |
| 1986 | Niki Rüttimann       | Marc Sergeant           | Kim Andersen               |
| 1987 | Ronan Pensec         | Laurent Fignon          | Guido Winterberg           |
| 1988 | Adri van der Poel    | Régis Simon             | Søren Lilholt              |
| 1989 | Etienne De Wilde     | Teun van Vliet          | Frans Maassen              |
| 1990 | Frans Maassen        | Michel Vermote          | Henri Manders              |
| 1991 | Ad Wijnands          | Stephan Joho            | Frans Maassen              |
| 1992 | Beat Zberg           | Danny Nelissen          | Ronan Pensec               |
| 1993 | Armand de Las Cuevas | Jean-Pierre Heynderickx | Charly Mottet              |
| 1994 | Jean-Paul van Poppel | Christophe Leroscouet   | Christian Chaubet          |
| 1995 | Serguei Outschakov   | Andrei Tchmil           | François Simon             |
| 1996 | Ján Svorada          | Wilfried Nelissen       | Fabio Baldato              |
| 1997 | Patrice Halgand      | Zbigniew Spruch         | Bruno Boscardin            |
| 1998 | Jo Planckaert        | Alberto Elli            | Philippe Gaumont           |
| 1999 | David Lefèvre        | Jens Voigt              | Andrei Tchmil              |
| 2000 | Jo Planckaert        | Jaan Kirsipuu           | Chris Peers                |
| 2001 | Niko Eeckhout        | Damien Nazon            | Ján Svorada                |
| 2002 | Robbie McEwen        | Andrea Ferrigato        | Lorenzo Bernucci           |
| 2003 | Fabio Baldato        | Michael Skelde          | Franck Bouyer              |
| 2004 | Laurent Brochard     | Sylvain Calzati         | Joseba Zubeldia            |
| 2005 | Freddy Bichot        | Maxime Monfort          | Arnaud Labbe               |
| 2006 | Frederik Willems     | Preben Van Hecke        | Thomas Voeckler            |
| 2007 | Nick Nuyens          | Vasil Kiryienka         | Preben Van Hecke           |
| 2008 | Yuri Trofimov        | Gianni Meersman         | Pierrick Fédrigo           |
| 2009 | Thomas Voeckler      | Jure Kocjan             | Yuri Trofimov              |
| 2010 | Samuel Dumoulin      | Mathieu Ladagnous       | Pieter Ghyllebert          |
| 2011 | Anthony Ravard       | Marco Marcato           | Johnny Hoogerland          |
| 2012 | Jérôme Coppel        | Franck Vermeulen        | Rein Taaramäe              |
| 2013 | Jonathan Hivert      | Jérôme Cousin           | Anthony Roux               |
| 2014 | Tobias Ludvigsson    | Jérôme Coppel           | John Degenkolb             |
| 2015 | Bob Jungels          | Tony Gallopin           | Kris Boeckmans             |
| 2016 | Jérôme Coppel        | Tony Gallopin           | Thibaut Pinot              |
| 2017 | Lilian Calmejane     | Tony Gallopin           | Mads Würtz                 |
| 2018 | Tony Gallopin        | Christophe Laporte      | Yoann Paillot              |
| 2019 | Christophe Laporte   | Tobias Ludvigsson       | Jimmy Janssens             |
| 2020 | Benoît Cosnefroy     | Alberto Bettiol         | Alexys Brunel              |
| 2021 | Tim Wellens          | Michał Kwiatkowski      | Nils Politt                |
| 2022 | Benjamin Thomas      | Alberto Bettiol         | Tobias Halland Johannessen |
| 2023 | Neilson Powless      | Mattias Skjelmose       | Pierre Latour              |
| 2024 | Mads Pedersen        | Kévin Vauquelin         | Alberto Bettiol            |
| 2025 | Kévin Vauquelin      | Dylan Teuns             | Kevin Geniets              |

## Palmarés por países
| País          | Vitórias |
| ------------- | -------- |
| França        | 23       |
| Bélgica       | 11       |
| Países Baixos | 7        |
| Suíça         | 2        |
| Alemanha      | 1        |
| Ucrânia       | 1        |
| Chéquia       | 1        |
| Austrália     | 1        |
| Itália        | 1        |
| Rússia        | 1        |
| Suécia        | 1        |
| Luxemburgo    | 1        |